# 洛馬林達 (密蘇里州)
洛馬林達（英語：Loma Linda）是位於美國密蘇里州牛頓縣的村。

## 人口
根據2020年美國人口普查的數據，洛馬林達的面積為9.23平方千米，當中陸地面積為9.21平方千米，而水域面積為0.02平方千米。當地共有人口943人，而人口密度為每平方千米102人。